# Годешево
Годе́шево (болг. Годешево) — село в Благоєвградській області Болгарії. Входить до складу громади Сатовча.

## Населення
За даними перепису населення 2011 року у селі проживали 844 особи.
Національний склад населення села:
| Національність   | Кількість осіб | Відсоток |
| ---------------- | -------------- | -------- |
| болгари          | 59             | 67,0%    |
| турки            | 17             | 19,3%    |
| інша             | 11             | 12,5%    |
| Всього відповіли | 88             |          |

Розподіл населення за віком у 2011 році:
Динаміка населення: